# Vírus da estomatite vesicular
O vírus da estomatite vesicular é um tipo de vírus que acomete diversos animais, principalmente domésticos, além do homem. Dissemina-se rápido e causa lesões vesiculares. Está restrita ao hemisfério ocidental.